# فولیمج
فولیمج (انگلیسی: Folimage) شرکت رسانه‌ای فرانسوی است، که در سال ۱۹۸۱ تأسیس شد.